# 大熊町立大熊中学校
大熊町立大熊中学校（おおくまちょうりつおおくまちゅうがっこう）は、福島県双葉郡大熊町にあった町立中学校。2011年に発生した東日本大震災および福島第一原発事故により福島県会津若松市にて教育を行っていた。

## 概要
大熊町で唯一の中学校である。2011年より避難先の会津若松市にて授業を行っている。

## 沿革

### 略歴
大熊町立大熊中学校は、1973年、大熊町立大野中学校と大熊町立熊町中学校との統合により設立された。

### 大熊町立大野中学校
- 1947年
  - 4月26日 - 旧双葉青年学校の敷地および設備を利用して開校
  - 5月5日 - 開校式
- 1948年5月12日 - 新校舎竣工し、移転する
- 1949年10月3日 - 敷地内に福島県立浪江高等学校大野分校が開校
- 1950年12月31日 〜 3月31日 - 冬季分校として中屋敷分校が開校
- 1952年1月1日 〜 3月28日 - 冬季分校として中屋敷分校が開校
- 1954年11月1日 - 大熊町の設立により大熊町立大野中学校に改称
- 1959年7月12日 - 校章・校歌が設定される
- 1969年
- 4月11日 - 文部省道徳指定校となる（1971年3月15日まで）
  - 5月15日 - 福島県環境緑化コンクールで受賞
- 1970年5月27日 - 福島県環境緑化コンクールで受賞
- 1971年3月24日 - 学校環境緑化研究校として受賞
- 1973年3月31日 - 大熊町立熊町中学校との統合により廃校

### 大熊町立熊町中学校
- 1947年4月1日 - 熊町村立熊町中学校として開校
- 1954年11月1日 - 大熊町の設立により大熊町立熊町中学校に改称
- 1973年3月31日 - 大熊町立大野中学校との統合により廃校

### 大熊町立大熊中学校
- 1973年
  - 4月1日 - 大熊町立大熊中学校設立。旧大熊町立熊町中学校は大野分室、旧大熊町立熊町中学校は熊町分室となる
  - 7月20日 - 当校の所在地が大字夫沢字中央台830に決まる。自衛隊の協力により敷地造成が行われる。
- 1975年4月1日 - 新校舎に移転により、大野分室および熊町分室が統合
- 2011年
  - 3月11日 - 東日本大震災により休校となる
  - 4月19日 - 福島県立会津学鳳高等学校の旧校舎[注釈 1]を利用して始業式を行う[2]
- 2013年4月1日 - 会津大学短期大学部の隣に仮設校舎を設置し、移転する[3][4]
- 2021年4月1日 - 大熊町立熊町小学校および大野小学校が入所している旧河東第三小学校[注釈 2]の校舎に移転する[5]。
- 2022年
  - 3月31日 - 大熊町立熊町小学校および大熊町立大野小学校との統合により廃校
  - 4月1日 - 義務教育学校である大熊町立学び舎ゆめの森が開校

## 学校行事
| - 4月 始業式・入学式 - 5月 - 6月 | - 7月 終業式 - 8月 始業式 - 9月 | - 10月 - 11月 - 12月 終業式 | - 1月 始業式 - 2月 - 3月 終業式・卒業式 |

## 通学区域
- 大熊町全域[6]

## 進学前小学校
- 大熊町立大野小学校
- 大熊町立熊町小学校

## 所在地
- 福島県双葉郡大熊町大字夫沢字中央台830番地[7]（避難前）
- 福島県会津若松市河東町大田原字村中186番地（2021年8月現在）